# Пабло Касальс
Пабло Касальс (Pablo Casals), справжнє ім'я Па́у Каза́льс-і-Дефільо́ (Pau Casals i Defilló); 29 грудня 1876 — 22 жовтня 1973) — каталонський віолончеліст, композитор і диригент.
Навчався в консерваторіях Барселони і Мадрида. У 1895—1898 роках грав в оркестрі Паризької опери. Дебютував у 1899 як соліст у Лондоні, потім у Парижі. З 1905 виступав у тріо разом ‎Жаком Тібо і Маргеріт Лонґ.
Здійснив багато цінних записів соло, камерної музики і з оркестром. Найвідоміший з них, запис сюїт Баха для віолончелі соло, які він зробив у 1936—1939 роки. В 1939 році покинув Іспанію і оселився у французькому муніципалітеті Прад.
Пабло Касальс виховав багатьох видатних віолончелістів, таких, як Гаспар Кассад і Мстислав Ростропович. У 1950—1968 роках за його ініціативою відбувся фестиваль Баха у Праді. У 1956 оселився в Сан-Хуані (Пуерто-Рико), де у 1957 році організував фестиваль. У 1971 створив гімн миру для Організації Об'єднаних Націй. Касальс також є автором хорових та інструментальних п'єс.
З 1957 в різних країнах проводяться міжнародні конкурси імені Касальса (1-й — в Парижі) і на честь Касальса (у Будапешті). Серед нагород Касальса — Медаль за свободу (США, 1963), Великий хрест Ордену «За заслуги» (Франція, 1971) та інші.
На його честь названо астероїд 39549 Касальс.

## Дискографія
- 1926—1928: Казальс, Жак Тибо і Альфред Карто — перші тріо Шуберта, Шумана і Мендельсона, «Archduke» Бетховена, G Major Гайдна і «Какаду» Бетховена Варіації (Записані у Лондоні)
- 1929, Брамс: Подвійний концерт з Тибо і Карто, проведений власним оркестром Казальса.
- 1929: Канцорт Брамса і Дворака
- 1929: Бетховен: Четверта симфонія (запис в Барселоні)
- 1930: Бетховен: Місячна соната Op. 69, з Отто Шульхофом
- 1936—1939: Бах: Cello Suites
- 1936: Бетховен: Місячна соната Op. 102 No. 1; і Брамс: Cello Sonata Op. 99
- 1936: Бакеріні: Cello Concerto в B-flat; і Бруз.
- 1937: Дворак: Cello Concerto — Czech Philharmonic conducted by George Szell.
- 1939: Бетховен: Cello Sonatas Nos. 1, 2, and 5, з Mieczysław Horszowski.
- 1945: Місячні концэрти Ельгара і Гайдна: BBC Symphony. Диригент Едріан Болт.
- 1950: Перші записи в Колумбії:
  - Бах: Sonatas for Viola da Gamba, BWV 1027—1029,
  - Шуман: Fünf Stücke im Volkston, з Leopold Mannes
  - Шуман: Cello Concerto, з Казальсом у ролі диригента.
- 1951: На фестывалі ў Перпіньяні, включаючb:
  - Бетховен: Cello Sonata Op. 5 No. 2, and three sets of Variations, з Rudolf Serkin
  - Бетховен: Trios, Op. 1 No. 2, Op. 70 No. 2, Op. 97, і the Clarinet Op. 11 transcription; також
  - Шуберт: Trio No. 1, D.898, усе з Alexander Schneider і Eugene Istomin.
- 1952: У Праді, включаючи:
  - Брамс: Trio Op. 8, з Isaac Stern і Myra Hess
  - Брамс: Trio Op. 87, з Joseph Szigeti і Myra Hess
  - Шуман: Trio Op. 63, і Шуберт: Trio No. 2, D.929, з Alexander Schneider і Mieczysław Horszowski
  - Шуберт: C Major Quintet, і Isaac Stern, Alexander Schneider, Milton Katims і Paul Tortelier
  - Брамс: Sextet No. 1, зноў з Stern, Schneider, і Katims, plus Milton Thomas і Madeline Foley
- 1953: At Prades, including:
  - Бетховен: Cello Sonatas Nos. 1, 3, 4, and 5, з Rudolf Serkin
  - Бетховен: Trios Op. 1 No. 1, and Op. 70 No. 1, з Joseph Fuchs і Eugene Istomin
  - Шуман: Cello Concerto in A minor, Op. 129, з Eugene Ormandy, які диригував оркестром.
- 1954: У Праді (усі концерти с живим звуком), включаючи:
  - Бетховен: Cello Sonata No. 5, and Op. 66 Variations, з Mieczysław Horszowski
  - Бетховен: Trios Op. 70 No. 1, and Op. 121a, з Шимоном Гольдбергом і Rudolf Serkin
- 1955: У Праді (усі концерти с живим звуком), включаючи:
  - Брамс: Trios Nos. 1–3, з Yehudi Menuhin і Eugene Istomin
  - Брамс: Clarinet Trio Op. 114, з кларнетистом David Oppenheim і Eugene Istomin
  - Бетховен: Trio Op. 70 No. 2, з Szymon Goldberg і Rudolf Serkin
- 1956: У Праді (усі концерти с живим звуком), включаючи:
  - Бах: Sonata BWV 1027 for Viola da Gamba, with Mieczysław Horszowski
  - Шуман: Trio No. 2, з Yehudi Menuhin і Mieczysław Horszowski
  - Шуман: Trio No. 3, з Шандором Вегам і Rudolf Serkin
- 1958: В Бетховен-Хаусі в Бонні (усі концерти с живим звуком), включаючи:
  - Бетховен: Sonata Op. 5 No. 1, з Вільгельмом Кемпфом.
  - Бетховен: Sonatas Op. 5 No. 2, Op. 102 No. 2, і the Horn Op. 17 з Mieczysław Horszowski
  - Бетховен: Trios Op. 1 No. 3, і Op. 97, з Sándor Végh і Mieczysław Horszowski
  - Бетховен: Trio Op. 70 No. 1, з Sándor Végh і Karl Engel
- 1959: У Праді (усі концерти с живим звуком), включаючи:
  - Гайдн: «Farewell» Symphony (No. 45) і Моцарт «Linz» Symphony (No. 36)
  - Бетховен: Trio Op. 1 No. 3, з Єхудою і Hephzibah Menuhin
  - Шуберт: String Quintet, з Будапешцьким струнним квінтетом.
- 1961: Мендельсон: Piano Trio No. 1 з Александром Шнайдером і Mieczysław Horszowski (Запис 13 листопада 1961 года ў Білому домі)
- 1963: Бетховен: Eighth Symphony
- 1963: Мендельсон: Fourth Symphony, at Marlboro
- 1964–65: Бах: Brandenburg Concerti, at Marlboro
- 1966: Бах: Orchestral Suites, at Marlboro
- 1969: Бетховен: First, Second, Fourth, Sixth («Pastorale»), and Seventh Symphonies
- 1974: El Pessebre (The Manger) oratorio